# Salvia fruticosa
Espèce
Salvia fruticosa, la sauge arbustive ou sauge ligneuse, est une espèce de plantes à fleurs dicotylédones de la famille des Lamiaceae (Labieae), originaire de l'est du bassin méditerranéen. C'est une plante fortement aromatique, connue et utilisée pour ses propriétés médicinales et condimentaires depuis l'Antiquité. Elle est inscrite à la pharmacopée française.

## Noms vernaculaires
- sauge arbustive, sauge buissonnante, sauge de Crète, sauge de Grèce[4], sauge ligneuse[1], sauge trilobée[5], pomme de sauge[6].

## Description

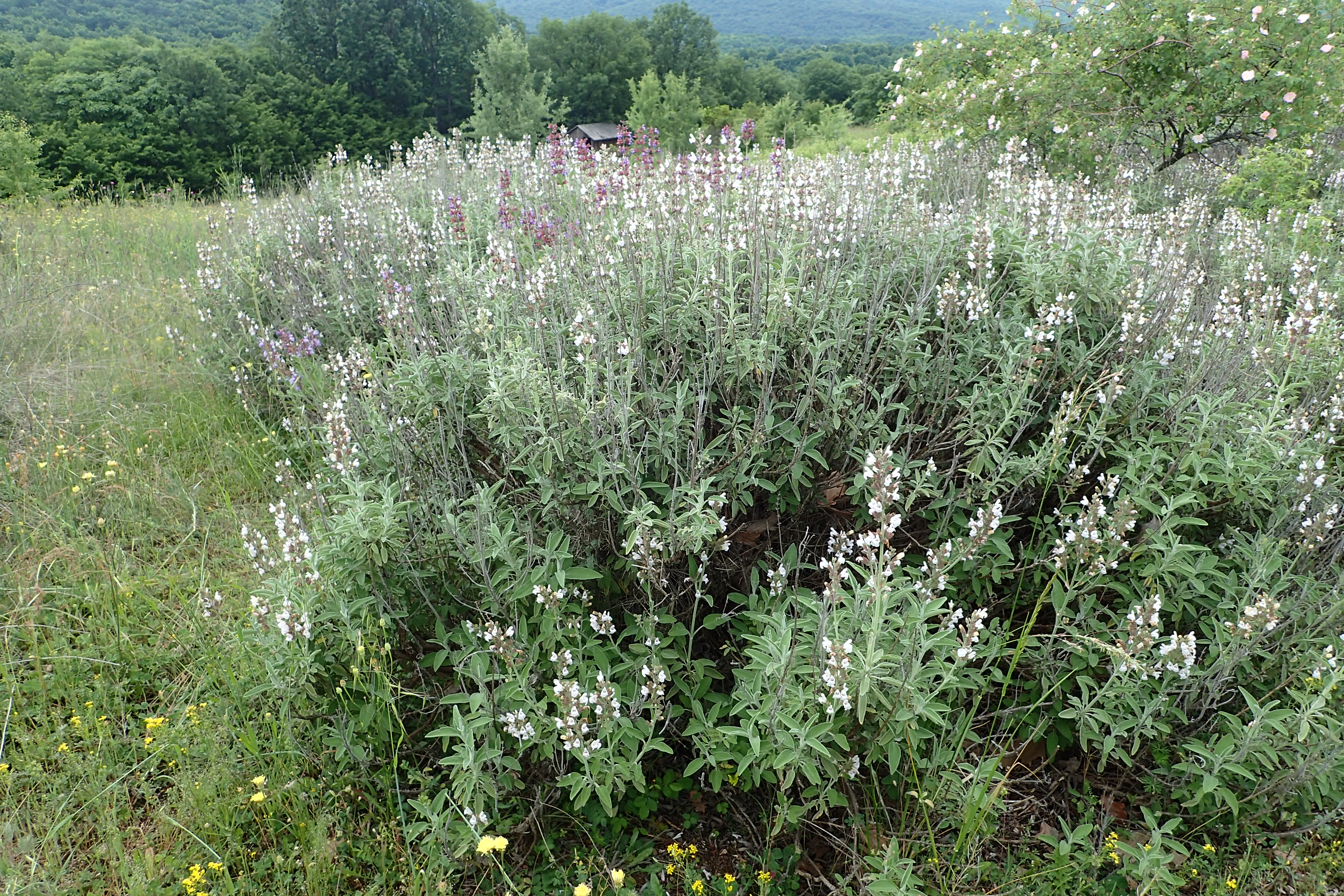
Port général de la plante.

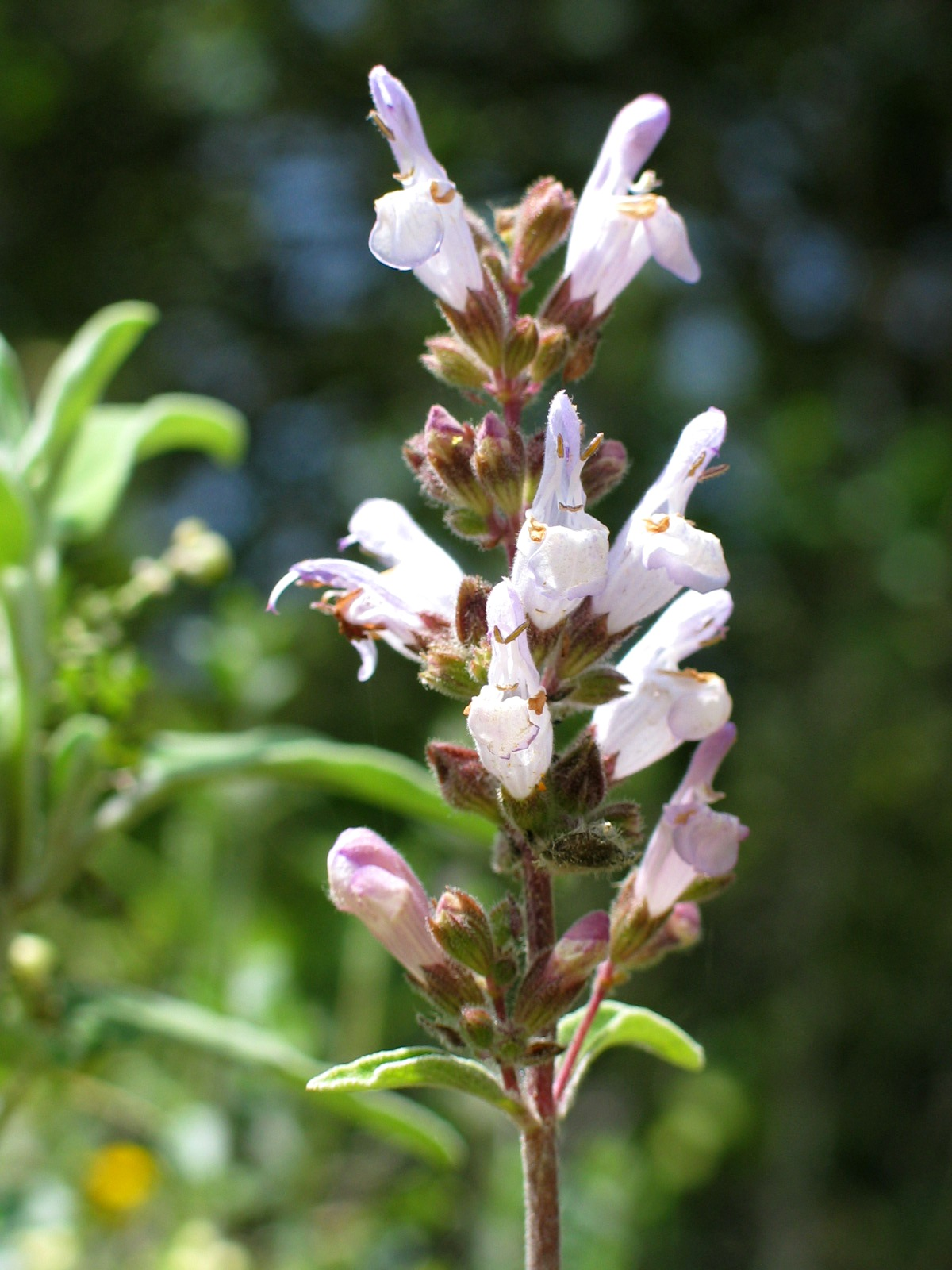
Fleurs.

Salvia fruticosa est un arbrisseau à feuilles persistantes qui peut atteindre 2 mètres de haut et de large, les tiges fleuries pouvant s'élever à un mètre ou plus au dessus du feuillage.
La plante est totalement recouverte de poils, ses nombreuses feuilles de différentes tailles poussant en groupes, ce qui lui donne un aspect argenté et touffu.
Elle se différencie clairement de Salvia officinalis par ses feuilles ovales ou ovales-lancéolées, parfois trilobées, velues ou tomenteuses. Le limbe fait environ 8 à 50 mm de long sur 4 à 20 mm de large.
Le bord des feuilles est finement crénelé et ondulé, bien qu’indistinctement à cause de la forte pubescence des deux faces. La base du limbe est obtuse et présente parfois un ou deux lobes plus ou moins développés. Les deux faces sont tomenteuses avec une pubescence grise sur la face supérieure et une forte pubescence blanche en dessous. La nervation est indistincte. Le pétiole, d'un millimètre de diamètre, présente une pubescence blanche fortement tomenteuse.
Les fleurs hermaphrodites, de couleur lilas à rose lavande, ont environ 5 cm de long et sont groupées longs épis lâches et disposées en verticilles de 2 à 6 fleurs le long de l'inflorescence. Elles ont un petit calice rouge sang poilu à cinq dents,  non accrescent, et une corolle soudée en tube droit avec la lèvre supérieure plus ou moins droite et un gynostège présent,.
Les fruits sont des akènes lisses, oblongs-ovoïdes.
Dans son habitat naturel, la sauge arbustive porte fréquemment des galles laineuses d'environ 2 cm de diamètre appelés « pommes ».
On a cru d'abord que la formation de galles ne concernait que l'espèce Salvia pomifera, ce qui a conduit à une identification erronée de nombreux plants de Salvia fruticosa porteurs de ce type de galles.
En 2001, on a découvert que les galles de Salvia fruticosa sont causées par un genre encore inconnu de guêpes cécidogènes de la famille des Cynipidae 

## Propriétés
Les feuilles ont une forte teneur en huiles essentielles, dont certaines molécules sont présentes également dans la lavande.

## Distribution et habitat
Salvia fruticosa est une espèce endémique du bassin oriental de la Méditerranée. Son aire de répartition naturelle s'étend de la Cyrénaïque  (Libye) à la Syrie occidentale et au Liban en passant par la Sicile, le sud de l'Italie,  et le sud de la péninsule des Balkans. En outre, l'espèce s'est naturalisée dans certaines parties de l'ouest du bassin méditerranéen, à savoir Malte, l'Espagne et le Portugal, où elle a vraisemblablement été introduite pour la culture dès l'Antiquité. Elle est commune dans le nord d'Israël.
En Grèce, Salvia fruticosa  est l'espèce de sauge la plus répandue. Elle  forme des populations étendues dans les zones littorales de la Grèce continentale, ainsi que dans les îles ioniennes et égéennes, où dominent les formations du type maquis et d'autres formations végétales ouvertes du type garrigue (phrygana), mais les populations composées entièrement de Salvia fruticosa ne sont pas rares,.
Elle pousse à des altitudes généralement inférieures à 1 000 m, rarement jusqu'à 1 350 m. Dans le sud du Péloponnèse et dans différentes îles de la mer Égée, on la trouve en compagnie de Salvia pomifera,.

La sauge ligneuse est cultivée localement en Autriche, dans les pays de l'ex-Yougoslavie, en Italie, en Grèce, en Algérie et à Madère pour l'extraction de l'huile essentielle. En Turquie et au Liban, celle-ci est probablement obtenue à partir de plantes sauvages.

A Malte, où elle est très rare, cette espèce a le statut de plante menacée. Elle est protégée par la loi et a été inscrite dans le « livre rouge » de l'archipel maltais.

## Taxinomie

### Synonymes
Selon The Plant List (5 mars 2019) :
- Salvia baccifera Etl.
- Salvia clusii Jacq.
- Salvia fruticosa subsp. cypria
- Salvia incarnata Etl.
- Salvia libanotica Boiss. & Gaill.
- Salvia marrubioidesVahl
- Salvia ovata F.Dietr.
- Salvia subtriloba Schrank
- Salvia thomasii Lacaita
- Salvia triloba L. f.[16]
- Sclarea triloba (L.f.) Raf.

### Liste des sous-espèces
Selon Tropicos (7 mars 2019) (Attention liste brute contenant possiblement des synonymes) :
- Salvia fruticosa subsp. cypria (Unger & Kotschy) Holmboe
- Salvia fruticosa subsp. thomasii (Lacaita) Brullo & al.

## Utilisation
Salvia fruticosa est réputée depuis l'Antiquité pour ses propriétés pharmaceutiques et est utilisé en médecine traditionnelle jusqu'à aujourd'hui au même titre que Salvia officinalis.
La plante est représentée sur une fresque d'une civilisation minoenne datant d'environ 1400 avant notre ère à Cnossos dans l'île de Crète,.
La décoction de feuilles est utilisée en médecine traditionnelle pour ses propriétés hémostatiques, spasmolytique, antidiarrhéique notamment, et l'huile essentielle contre les maux de dents et les douleurs intestinales.
Les feuilles sont utilisées comme épice et adultérant pour Salvia officinalis, souvent importées du sud de l'Europe vers l'Amérique du Nord comme succédané de la vraie sauge. La sauge arbustive représente 50 à 95% de la sauge séchée vendue en Amérique du Nord,.
En Grèce, la sauge arbustive a une longue tradition d'utilisation  où elle est appréciée pour sa beauté, sa valeur médicinale et son utilisation culinaire, ainsi que pour son nectar sucré et son pollen.
Elle a probablement été introduite dans la péninsule Ibérique pour être cultivée dans l'Antiquité par les  Phéniciens et Grecs anciens. Des traces de ces cultures se trouvent aujourd'hui dans plusieurs zones côtières.
Elle a également une longue tradition d'utilisation dans divers rituels musulmans - pour les nouveau-nés, lors de mariages, de funérailles ou brûlée comme de l'encens.
Un croisement entre Salvia fruticosa et Salvia officinalis, obtenu au Moyen-Orient sous le nom de « sauge à feuilles argentées » ou Salvia officinalis x Salvia fruticosa cv 'Newe Ya'ar', est utilisé en cuisine,
Les galles, appelées « pommes de sauge », qui se développent sur les tiges sont pelées et consommées crues lorsqu'elles sont encore tendres. On les décrit comme étant « parfumées, juteuses et savoureuses ».
La sauge ligneuse est cultivée commercialement pour ses huiles essentielles.
La plante est également cultivée comme arbuste à fleurs ornementales, préférant le plein soleil, un sol bien drainé et une bonne circulation d'air. Rustique à - 8 °C, elle est très résistante à la sécheresse.